# Taique

Armênia em 150. Arzanena situa-se dentre as províncias mais a Ocidente

Taique (em armênio: Տայք; romaniz.: Taykʿ), nos textos relacionados com a história da Armênia, é frequentemente utilizado como sinédoque à região noroeste do Armênia histórica, agora situada no nordeste da Turquia. Em sentido restrito, refere-se a décima quarta província da Armênia segundo o geógrafo armênio do século VII Ananias de Siracena. Seus equivalentes georgianos são Tao (em georgiano: ტაო, à província) e Tao-Clarjécia (em georgiano: ტაო–კლარჯეთი; romaniz.: Tao-Klarjeti; à região).
Foi por muito tempo uma possessão da família Mamicônio. Taique foi legada, em 1001, pelo último príncipe dos bagrátidas armênios, Davi III (r. 930–1001), ao imperador bizantino Basílio II (r. 976–1025).

## Distritos
A província era constituída por oito gavares (cantões ou distritos):
- Cola (Կող, Koł);
- Berdasfora (Բերդաց փոր, Berdac’p’or);
- Partizasfora (Պարտիզաց փոր, Partizac’p’or);
- Chaque (Ճակք, Čakk’);
- Bolca (Բողխա, Bołχa);
- Ocale (Ոքաղե, Ok’aŀē);
- Azordasfora (Ազորդաց փոր, Azordac’p’or);
- Arseasfora (Ալաեաց փոր, Arseac’p’or).